# Aller (Spanyolország)
Aller (asztúriai nyelven Ayer) egy község Spanyolországban, Asztúria autonóm közösségben. Lakosainak száma 10 012 fő (2024).

## Földrajza
Aller Lena, Mieres, Asturias, Llaviana, Sobrescobio, Casu, Puebla de Lillo, Valdelugueros, Cármenes és Villamanín községekkel határos.

## Népesség
A település lakosságának változását az alábbi diagram mutatja:
| Lakosok száma | 15 100 | 14 036 | 13 193 | 12 766 | 12 136 | 11 768 | 11 027 | 10 613 | 10 201 | 10 012 |
|               | 2001   | 2004   | 2007   | 2009   | 2012   | 2014   | 2017   | 2019   | 2022   | 2024   |